# Świętosław (biskup łucki)
Świętosław OCarm (ur. ?, zm. ok. 1410) – duchowny rzymskokatolicki, karmelita, biskup łucki.
Prawdopodobnie był Czechem, jednak nie można wykluczyć jego polskiego pochodzenia.

## Życiorys
Syn Jarosława. Wstąpił do Zakonu Braci Najświętszej Maryi Panny z Góry Karmel, najprawdopodobniej w Pradze. Po rocznym nowicjacie został profesem zakonnym. Dokument papieża Bonifacego IX z 15 listopada 1392, w którym został mianowany kapelanem papieskim, wymienia go jako profesa. W 1399 przy poparciu papieża otrzymał probostwo w Radčicach.
Być może przybył do Polski w związku z fundacjami klasztorów karmelitańskich w Krakowie i w Poznaniu przez Jadwigę i Władysława Jagiełłę.
12 maja 1404 papież Bonifacy IX prekonizował go biskupem łuckim (jako sufragana archidiecezji halickiej). Brak informacji od kogo i kiedy przyjął sakrę biskupią.
Jako nominacja spotkała się ze sprzeciwem króla Polski Władysława Jagiełły, wielkiego księcia litewskiego Witolda i biskupa włodzimierskiego Grzegorza Buczkowskiego, gdyż destabilizowała ona stosunki kościelne na Wołyniu, który należał do diecezji włodzimierskiej. Witold widział w ustanowieniu nowego biskupa możliwość oderwania części Wołynia od Litwy na korzyść Polski.
Bp Grzegorz Buczkowski, podczas obrad soboru w Pizie poprosił o rozstrzygnięcie konfliktu nowo wybranego antypapieża Aleksandra V. W sprawie tej obradowała komisja soborowa pod przewodnictwem kard. Enrico Minutoliego. Ostatecznie Aleksander V stwierdził, że sprawę powinna rozpatrzyć osoba lepiej znająca stosunki kościelne na Rusi i wyznaczył na sędziego obecnego w Pizie biskupa krakowskiego Piotra Wysza. W poleceniu do bpa Wysza antypapież faworyzował bpa Buczkowskiego, ani razu nienazywając biskupem Świętosława. Aleksander V zastrzegł jednak, że po wysłuchaniu argumentów obu stron bp Wysz może odrzucić oskarżenia bpa Buczkowskiego. Wyrok wydany przez bpa Wysza w tej sprawie nie jest znany. Nie jest również pewne czy ogóle zapadł.
W późniejszych latach bp Świętosław pojawia się w źródłach tylko raz - w liście z 1410 Władysława Jagiełły do nieznanego papieża, w którym król ponawia oskarżenia wobec hierarchy. Można przypuszczać, że bp Świętosław zmarł niedługo po jego napisaniu lub został usunięty z katedry po powrocie do kraju bpa Wysza.